# مونجونگ، پادشاه گوریو
پادشاه مونجونگ ( ۲۹ دسامبر ۱۰۱۹ - ۲ سپتامبر ۱۰۸۳)، يازدهمين پادشاه سلسله گوریو بود که از ۱۰۴۶ تا ۱۰۸۳ بر کره حکومت کرد. 
پادشاه مونجونگ در سال ۱۰۱۹ متولد شد و از سال ۱۰۴۶ تا زمان مرگش در سال ۱۰۸۳ سلطنت کرد. در طول حکومت او، دولت مرکزی گوریو قدرت و اقتدار کامل بر اربابان محلی را به دست آورد. مونجونگ و پادشاهان بعدی گوریو بر اهمیت رهبری غیرنظامیان بر ارتش تاکید کردند. مونجونگ مرزهای شمالی کره را به سمت رودخانه یالو و تومن گسترش داد. 
پسر چهارم مونجونگ، یویی چان (متولد ۱۰۵۵)، تبدیل به یک راهب بودایی شد که چی اونتای را به عنوان یک مکتب مستقل بودایی تاسیس کرد.

## خانواده
- پدر: هیئون جونگ از گوریو   (1 August 992 – 17 June 1031) (고려 현종)
  - پدر بزرگ: King Anjong of Goryeo (? – 7 July 996) (고려 안종)
  - مادر بزرگ: Queen Heonjeong of the Kaesong Wang clan (966 – 1 July 992) (헌정왕후 왕씨)
- مادر: Queen Wonhye of the Ansan Kim clan (? – 30 June 1022) (원혜태후 김씨)
  - پدر بزرگ: Kim Eun-Bu (? – 1017) (김은부)
  - مادر بزرگ: Grand Lady Ansan of the Lee clan (안산군대부인 이씨)
  - همسران و فرزندان:

1. Queen Inpyeong of the Ansan Kim clan (인평왕후 김씨)
2. Queen Inye of the Incheon Lee clan (1031 – 1092) (인예왕후 이씨)
  1. King Sunjong of Goryeo (28 December 1047 – 5 December 1083) (고려 순종)
  2. King Seonjong of Goryeo (9 October 1049 – 17 June 1094) (고려 선종)
  3. King Sukjong of Goryeo (2 September 1054 – 10 November 1105) (고려 숙종)
  4. Uicheon (28 September 1055 – 5 October 1101) (의천)
  5. Wang Su, Prince Sangan (? – 6 March 1095) (왕수 상안공)
  6. Dosaeng (? - 1112) (도생승통)
  7. Wang Bi, Prince Geumgwan (? – 14 April 1092) (왕비 금관후)
  8. Wang Eum, Prince Byeonhan (? – 12 September 1086) (왕음 변한후)
  9. Wang Chim, Prince Nakrang (? – 20 April 1083) (왕침 낙랑후)
  10. Prince Chonghye (총혜수좌)
  11. Princess Jeokgyeong (? – 1113) (적경궁주)
  12. Princess Boryeong (? – 1113) (보령궁주)
3. Royal Consort Ingyeong Hyeon-Bi of the Incheon Lee clan (인경현비 이씨)
  1. Prince Yangheon (? - 1099) (양헌왕)
  2. Prince Buyeo (? – 10 October 1112)(부여공)
  3. Prince Jinhan (? – 4 November 1099) (진한공)
4. Royal Consort Injeol Hyeon-Bi of the Incheon Lee clan (? – 29 July 1082) (인절현비 이씨)
5. Royal Consort Inmok Deok-Bi of the Gyeongju Kim clan (? – 16 June 1094) (인목덕비 김씨)